# Wereldkampioenschap dammen 1983 (achtkamp)

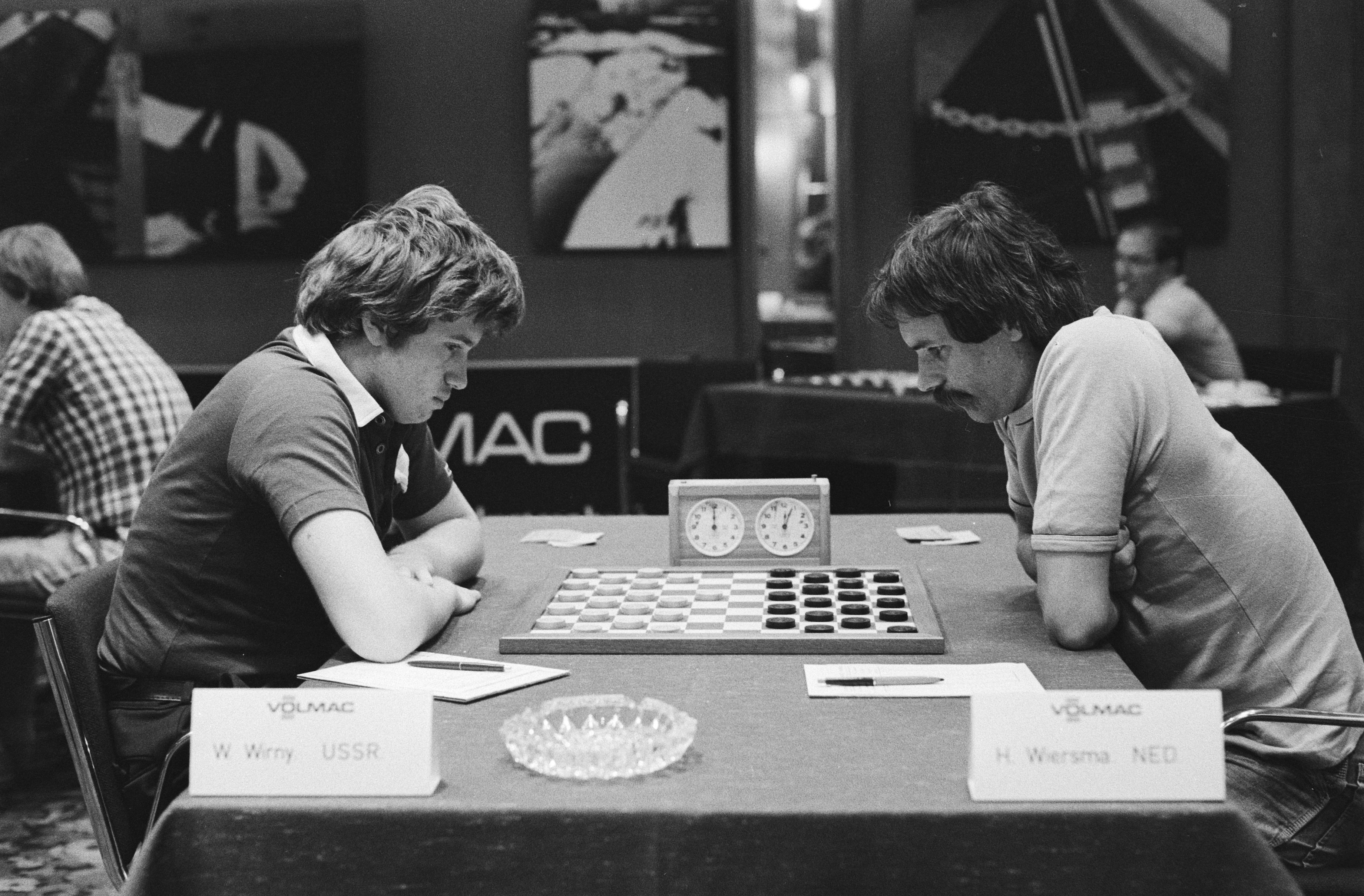
Vadim Virny (links) tegen de latere winnaar Harm Wiersma

De achtkamp om het wereldkampioenschap dammen 1983 was een dubbelrondig toernooi dat van 3 t/m 16 juli 1983 in Amsterdam werd gespeeld. 
Winnaar met 18 punten uit 14 partijen werd Harm Wiersma. 
Hij eindigde 1 punt voor nummer 2 Vadim Virny en 2 punten voor de nummers 3 Rob Clerc en Anatoli Gantvarg. 
Titelverdediger Jannes van der Wal was niet in vorm en eindigde met 7 punten afgetekend op de laatste plaats. 
Het toernooi werd georganiseerd als een compromis voor het ontbreken van Sovjet-deelnemers in het WK 1982 wegens visumproblemen. 
Dat compromis behelsde concreet de deelname van de eerste vier geëindigden van het WK 1982, de gedeelde nummer 7 van dat toernooi Djedjé Kouassi (samen met Mamina N'Diaye de hoogst geëindigde Afrikaan) en de Sovjet-spelers Alexander Baljakin, Anatoli Gantvarg en Vadim Virny. 
De winnaar van de achtkamp zou de winnaar van de al geplande match tussen Wiersma en Van der Wal uit mogen dagen voor een match en de winnaar van die tweede match zou de wereldtitel krijgen. 
Toen Wiersma de achtkamp won zou dat echter niet meer kunnen. 
De Russische afvaardiging zei na afloop van de achtkamp dat het een wereldkampioenschap was en verklaarde Wiersma tot wereldkampioen zodat de als tweede geëindigde Virny hem uit zou mogen dagen voor een tweekamp, zoals gebruikelijk. 
Er waren hierna dus twee wereldkampioenen, van der Wal volgens de Nederlanders en de FMJD en Wiersma volgens de Russen. 
De FMJD vond echter een tweekamp tussen Virny en Wiersma geen slecht idee en nadat Wiersma ook de latere match tegen Van der Wal won mocht Virny hem in 1984 uitdagen voor een match om de wereldtitel.

## Resultaten
| Rang | Land | Naam               | 1   | 2   | 3   | 4   | 5   | 6   | 7   | 8   | AW | Wi | Re | Ve | Pnt | SB  |
| ---- | ---- | ------------------ | --- | --- | --- | --- | --- | --- | --- | --- | -- | -- | -- | -- | --- | --- |
| 1    | NED  | Harm Wiersma       |     | 1   | 1   | 1   | 2   | 1   | 1 2 | 2 1 | 14 | 4  | 10 | 0  | 18  | 233 |
| 2    | URS  | Vadim Virny        | 1   |     | 2 1 | 1   | 1   | 1   | 2 1 | 2 1 | 14 | 3  | 11 | 0  | 17  | 225 |
| 3    | URS  | Anatoli Gantvarg   | 1   | 0 1 |     | 1   | 1   | 1 2 | 1 2 | 2 1 | 14 | 3  | 10 | 1  | 16  | 207 |
|      | NED  | Rob Clerc          | 1   | 1   | 1   |     | 1 2 | 1   | 1   | 2 1 | 14 | 2  | 12 | 0  | 16  | 212 |
| 5    | CIV  | Djedjé Kouassi     | 0   | 1   | 1   | 1 0 |     | 1   | 2 0 | 2   | 14 | 3  | 7  | 4  | 13  | 160 |
|      | URS  | Alexander Baljakin | 1   | 1   | 1 0 | 1   | 1   |     | 1   | 2 0 | 14 | 1  | 11 | 2  | 13  | 182 |
| 7    | USA  | Vladimir Kaplan    | 1 0 | 0 1 | 1 0 | 1   | 0 2 | 1   |     | 1 2 | 14 | 2  | 8  | 4  | 12  | 156 |
| 8    | NED  | Jannes van der Wal | 0 1 | 0 1 | 0 1 | 0 1 | 0   | 0 2 | 1 0 |     | 14 | 1  | 5  | 8  | 7   | 105 |